# Giuseppe Pierotti
Giuseppe Pierotti (Castelnuovo di Garfagnana, 1826 – Castelnuovo di Garfagnana, 23 settembre 1884) è stato un pittore e scultore italiano.
Formatosi all'Accademia di Belle Arti di Firenze sotto Giuseppe Bezzuoli e di Giovanni Gazzarrini, sviluppò una carriera articolata tra pittura sacra, ritrattistica e scultura, partecipando a esposizioni nazionali e ricevendo commissioni da ambienti aristocratici. La sua produzione risente dell'influenza accademica e del contesto risorgimentale, con legami con figure culturali e politiche del tempo.

## Biografia
Figlio di Cesare Pierotti, coinvolto nei moti rivoluzionari del 1848, Giuseppe ereditò un orientamento politico liberale. Collaborò con intellettuali come Gino Capponi e Vincenzo Antinori, legandosi alla borghesia illuminata toscana. Questi rapporti gli garantirono commissioni significative, come il dipinto Cosimo Ridolfi con i figli (1855), oggi conservato a Palazzo Medici Riccardi. Studiò all'Accademia di Belle Arti di Firenze sotto la guida di Giuseppe Bezzuoli e Giovanni Gazzarrini. Durante gli anni fiorentini, entrò in contatto con artisti come Giovanni Fattori e Telemaco Signorini, esponenti del movimento macchiaiolo, pur mantenendo uno stile legato alla tradizione accademica.
Debuttò nel 1845 alla IV Esposizione della Società Promotrice delle Belle Arti di Torino con sculture in terracotta ispirate a modelli romantici, come Leone e serpente boa che si disputano un cavallo morto. Nel 1851 partecipò alla Grande Esposizione delle opere dell'industria di tutte le Nazioni di Londra con le sculture Mazeppa legato sul cavallo e Cavallo arabo assalito da un serpente.
Sempre negli anni 1850 si dedicò a temi religiosi, realizzando opere come San Luigi in adorazione nella sua cappella gentilizia (1852). Nel 1855 vinse il premio Canonica con Gladiatore Ferito (Milano, Galleria d'Arte Moderna). Nel 1861 partecipò al Concorso triennale dell'anno dalla Real Accademia di Belle Arti di Firenze con la tela La morte di Corso Donati, giudicata la sua "miglior composizione".
Nel 1870 espose in una mostra a Parma Ritratto muliebre e Veduta di Firenze da Palazzo Pitti. Parallelamente, si affermò come ritrattista con lavori quali Ritratto della signora Marianna Grassi (1872), presentato a mostre di Parma e Milano.

## Stile
La produzione di Giuseppe Pierotti si distingue per la fusione tra rigore accademico e sensibilità romantica, coerente con il contesto culturale ottocentesco.
Sebbene Pierotti fosse contemporaneo di Giovanni Fattori e Telemaco Signorini, figure chiave del movimento dei Macchiaioli, non è strettamente classificato come tale. Tuttavia, i suoi dipinti mostrano un senso di chiaroscuro, un forte contrasto tra luce e ombra, che è caratteristico delle tendenze pre-impressioniste che influenzarono anche i Macchiaioli.

## Opere (parziale)
- San Luigi in preghiera davanti all'altare, olio su tavola, 90 x 130 cm (anni 1860). Collezione privata, Garfagnana.
- Veduta di Firenze da Palazzo Pitti[1], olio su tela, 120 × 80 cm (anni 1870). Collezione privata, Garfagnana.
- Cosimo Ridolfi con i figli, olio su tela (1855). Conservata a Palazzo Medici Riccardi.
- Natura morta con gatto, olio su tela, 50 x 80 cm. Collezione privata, Trentino.
- Fiori e Natura Morta, olio su tela, 61 x 79 cm. Venduti all'asta in Bloomfield , NJ, US[6][7].
- Natura Morta, olio su tela, 61 x 79 cm. Venduti all'asta in Bloomfield , NJ, US[6][7].
- Vista campagne Toscane (1872), olio su tela, collezione privata, Garfagnana, Toscana.

## Galleria d'immagini

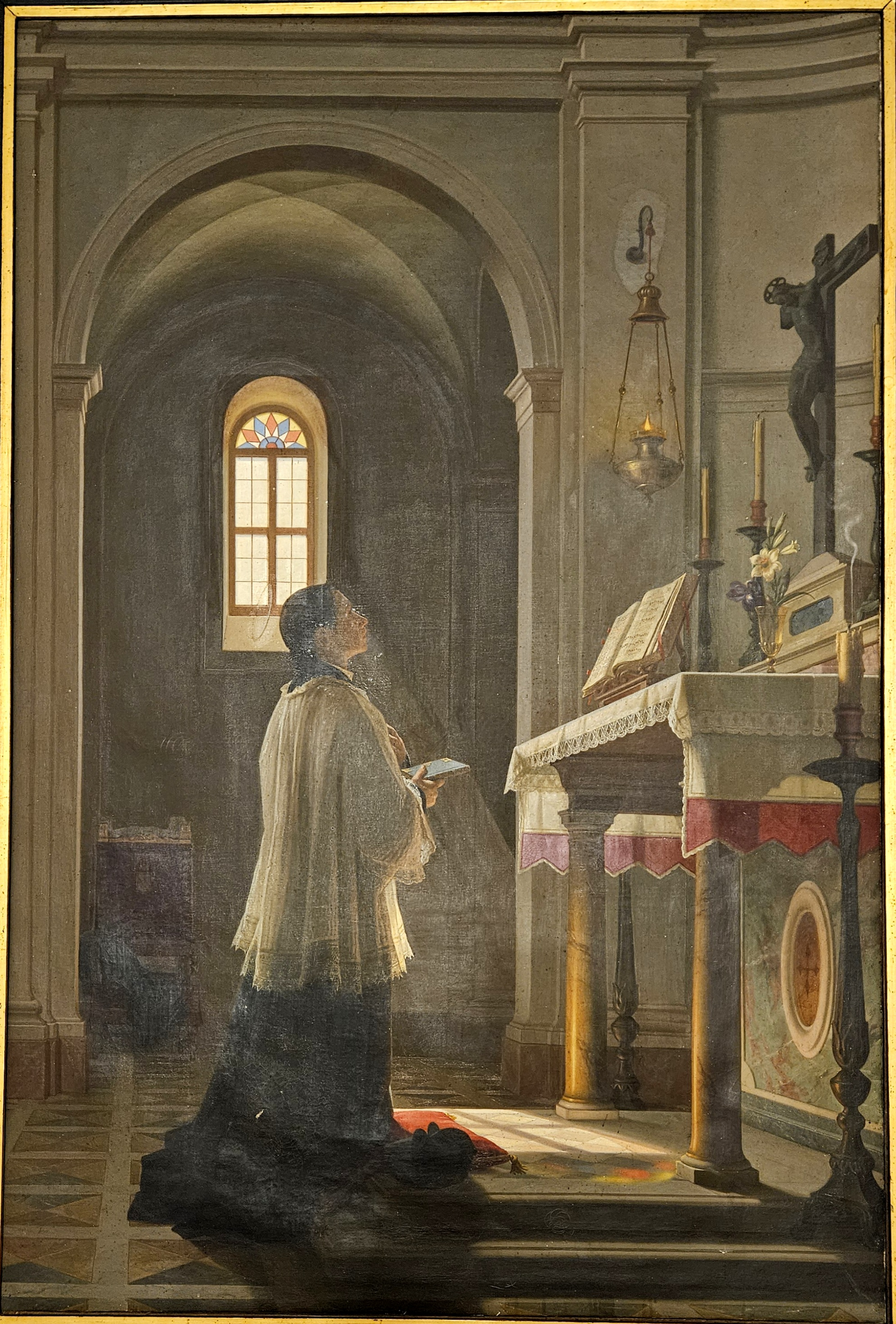
San Luigi in preghiera davanti all'altare (anni 1860)
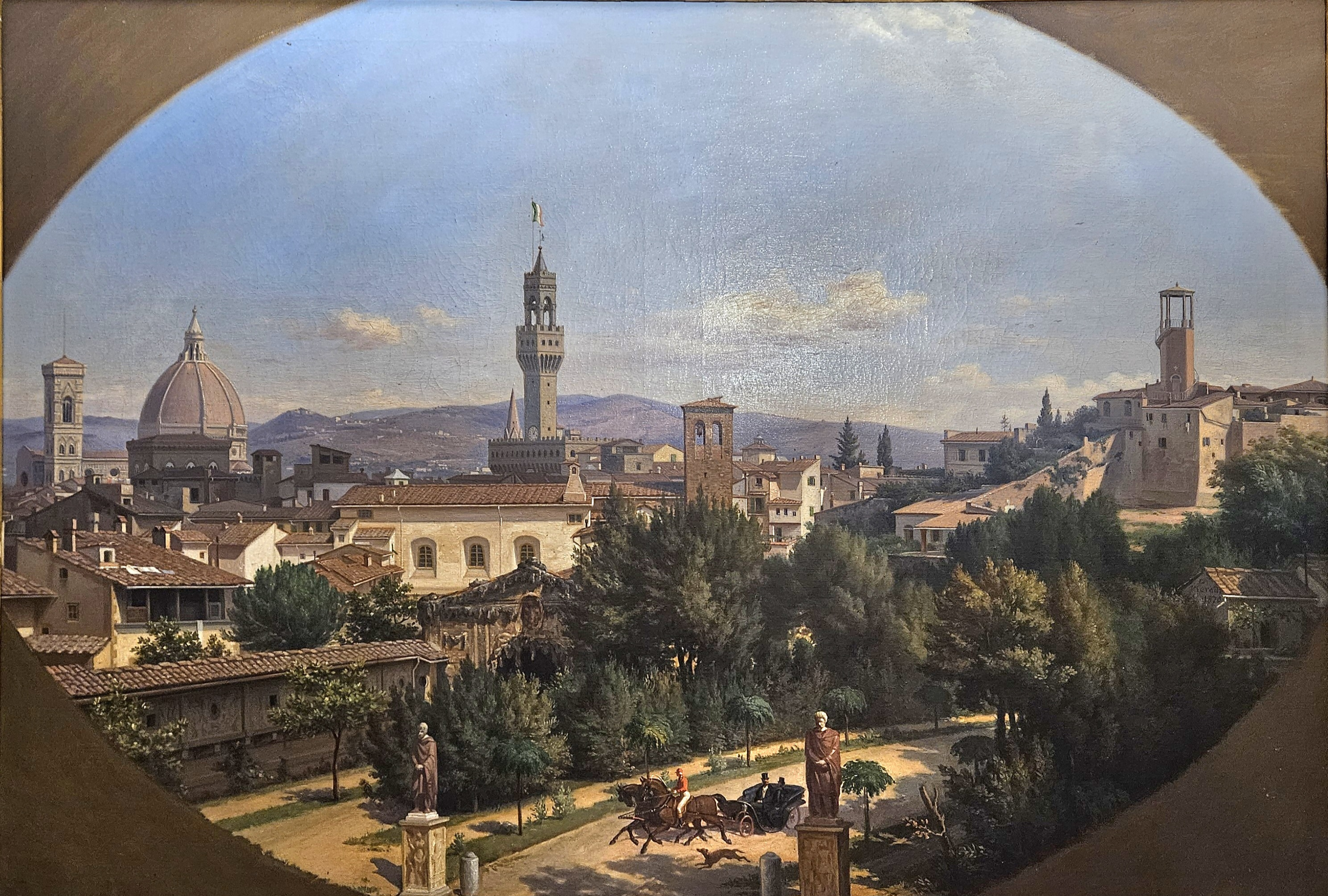
Veduta di Firenze da Palazzo Pitti (anni 1870)
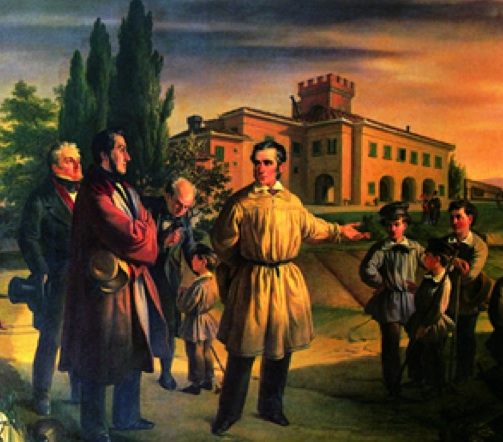
Cosimo Ridolfi con i figli
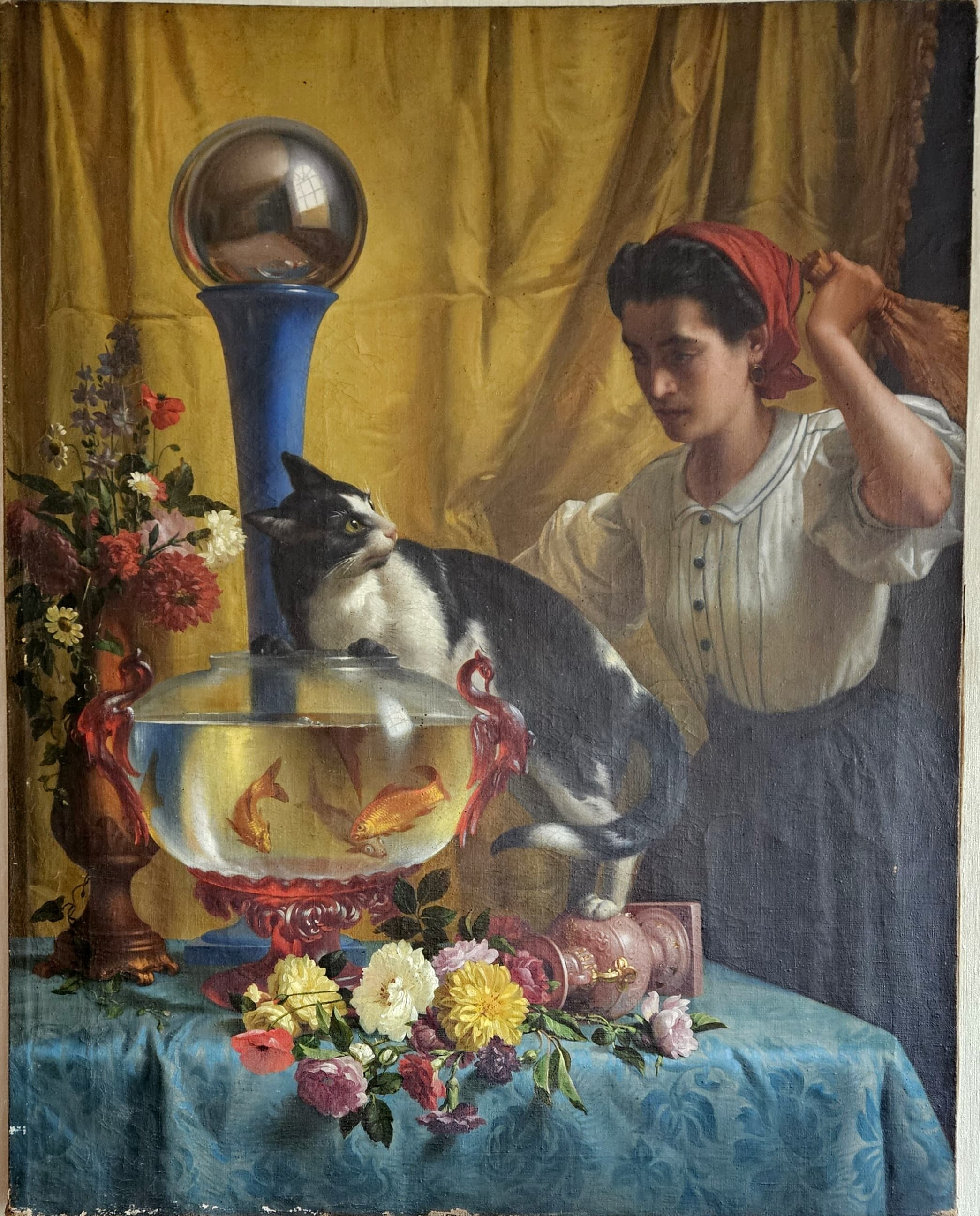
Natura morta con gatto
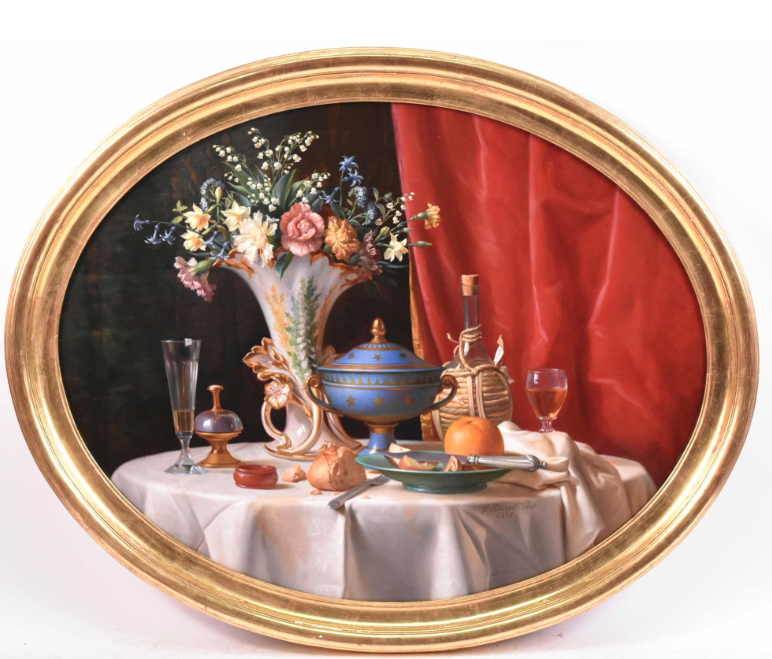
Fiori e natura morta (1870)
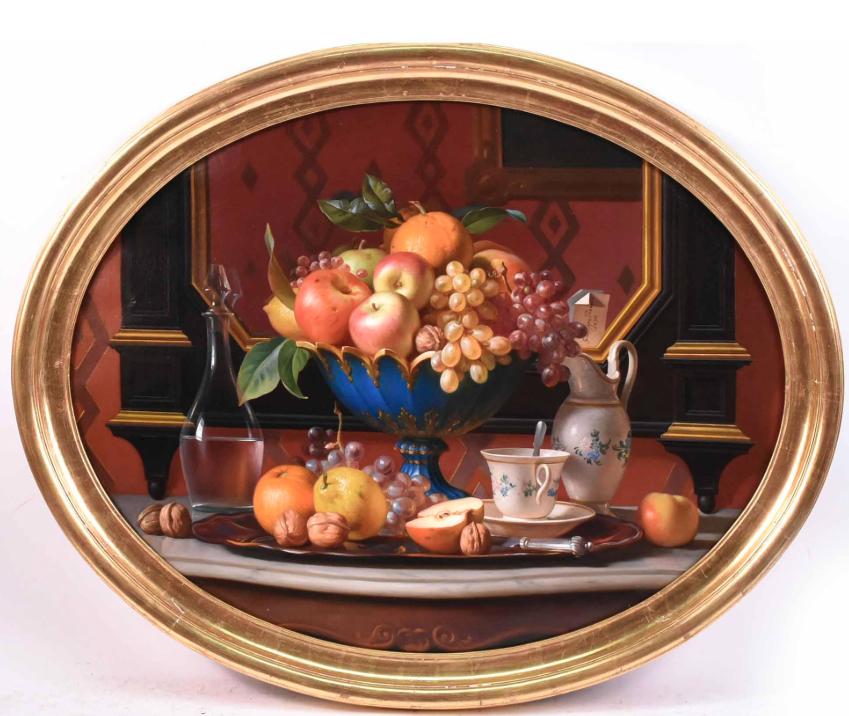
Natura Morta (1870)
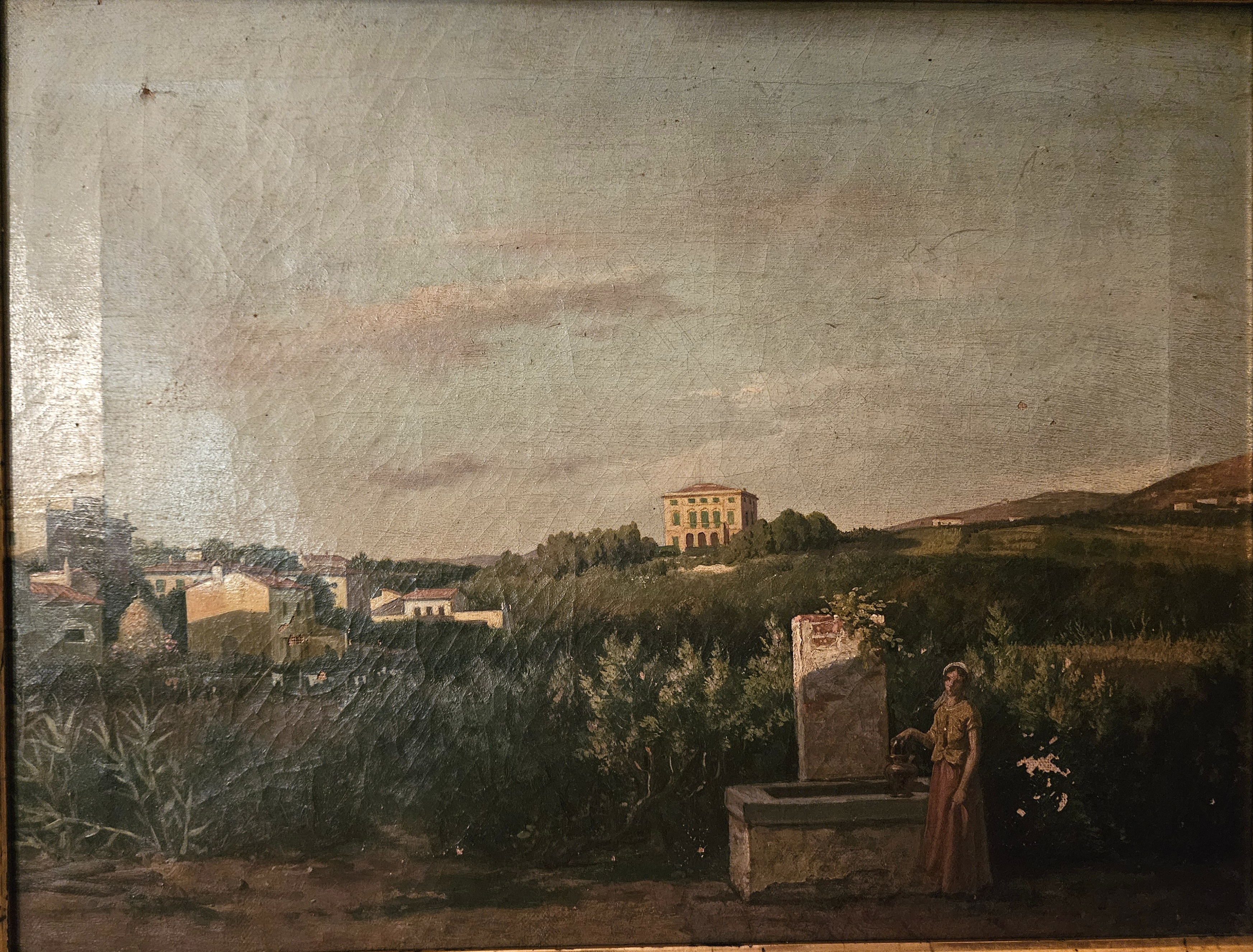
Vista campagne toscane